# Cyclopentadiénone
La cyclopentadiénone est un composé chimique de formule C4H4C=O. Elle dimérise rapidement, de sorte qu'on ne peut généralement pas l'isoler sous forme de monomère. On en connaît de nombreux composés substitués, notamment la tétraphénylcyclopentadiénone. De tels composés sont utilisés comme ligands en chimie organométallique.
La cyclopentadiénone peut être obtenue par photolyse ou pyrolyse de diverses substances, par exemple de la 1,2-benzoquinone, puis isolée dans une matrice cryogénique d'argon  à 10 K ; elle dimérise rapidement dès la fonte de la matrice à 38 K,.
Des complexes métalliques de dérivés substitués de cyclopentadiénone sont des catalyseurs d'hydrogénation bien connus, comme le complexe de Knölker et le catalyseur de Shvo :

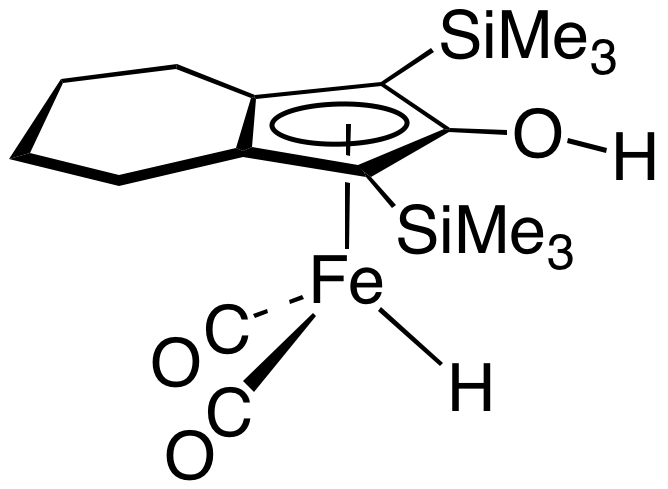
Complexe de Knölker.
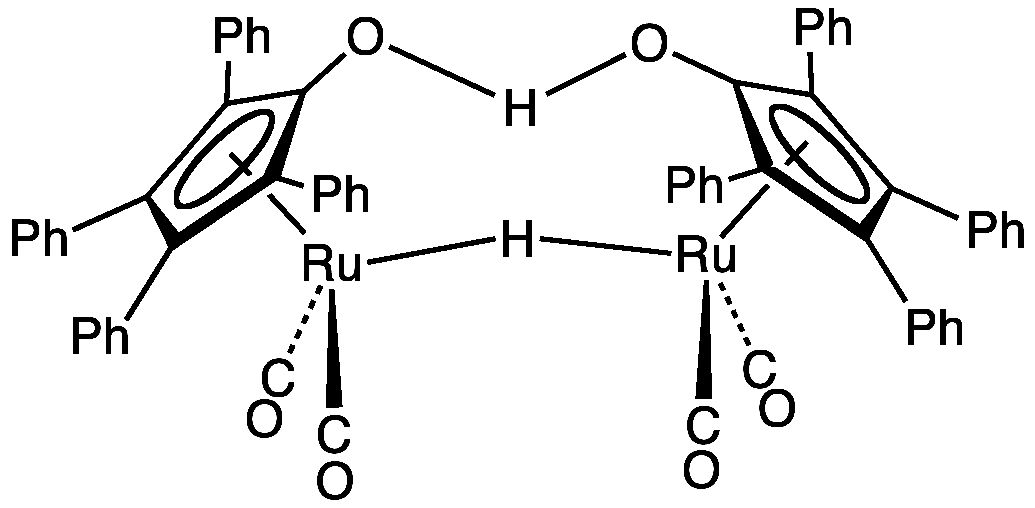
Catalyseur de Shvo.